# Sophie Begin
Sophie Begin, née le 1er novembre 1972, est une joueuse de kayak-polo internationale française.
Elle est inscrite en 2002 dans le club de Merignac, puis en 2004 dans le club de Cestas, évoluant dans le championnat de France N1F.

## Sélections
Sélections en équipe de France senior
- Championnats d'Europe 2001 : Médaille de bronze[2]
- Championnats du monde 2002 : Médaille d'argent [3]
- Championnats du monde 2004 : Médaille de bronze[4]